# Николка (Котелевский район)
Николка (укр. Микілка) — село,
Николковский сельский совет,
Котелевский район,
Полтавская область,
Украина.
Код КОАТУУ — 5322283701. Население по переписи 2001 года составляло 236 человек.
Является административным центром Николковского сельского совета, в который, кроме того, входят сёла
Гетманка,
Зайцы,
Терны и
Шевченково.

## Географическое положение
Село Николка находится в 2,5 км от левого берега реки Мерла,
в 1,5 км расположены сёла Гетманка и Терны.
К селу примыкает лесной массив урочище Боровское.

## История
Деревня была приписана к Покровской церкви Бригадировки
Село указано на подробной карте Российской Империи и близлежащих заграничных владений 1816 года

## Экономика
- «Правда», ООО.

## Объекты социальной сферы
- Клуб.